# نیمرات کهیرا
نیمرات کهیرا (به انگلیسی: Nimrat Khaira) (زاده ۸ اوت ۱۹۹۲) بازیگر و خواننده هندی است.
از کارهای معروف او می‌توان به بازی در فیلم افسر اشاره کرد.